# Columbea brasiliensis
Columbea brasiliensis là một loài thực vật hạt trần trong họ Araucariaceae. Loài này được A. Rich. Carrière mô tả khoa học đầu tiên năm 1867.